# Polystichtis parthaon
Polystichtis parthaon är en fjärilsart som beskrevs av Johan Wilhelm Dalman 1823. Polystichtis parthaon ingår i släktet Polystichtis och familjen Riodinidae. Inga underarter finns listade i Catalogue of Life.